# マカティ
マカティ市 (マカティし、タガログ語: Lungsod ng Makati、英語: City of Makati)、通称マカティ（英語: Makati、[məˈkɑːti]、mə-KAH-tee、タガログ語発音: [maˈkati]）は、フィリピンのメトロ・マニラと呼ばれるマニラ首都圏に属する都市である。

## 概要
首都マニラの南東に位置し、マカティ中心業務地区はシティバンク、インテル・フィリピン、マイクロソフト、Nestleなどの企業が多く集まり、高層ビル群が立ち並ぶフィリピンのビジネス首都の位置付けをされ、「フィリピンのウォール街」と呼ばれる新都心である。
フィリピンの金融の中心地であり、多国籍企業や地元企業が最も集中している。大手銀行、企業、デパート、外国大使館がマカティに拠点を置いている。フィリピン証券取引所がタギッグのボニファシオ・グローバルシティに移転する前は、市内のアヤラ通り沿いに位置していた。また、マニラ首都圏の主要文化・娯楽のハブとして知られている。
2020年の国勢調査によると、人口は629,616人で、国内で17番目に人口の多い都市であり、1平方キロメートルあたり19,336人が居住する世界で41番目に人口密度の高い都市にランクされている。人口は50万人に過ぎないが、仕事や買い物、ビジネスのために市内に出向く人が多いため、通常の営業日の昼間人口は100万人を超えると推定される。

## 経済
アヤラ通り (Ayala Avenue) 周辺や、アヤラ・センターのあるアヤラ駅前などが街の中心地。マカティ市はタギッグのフォート・ボニファシオを地理的に取り囲んでいるが、一体的に再開発が進められている。
2007年、元々アメリカ統治時代に開発し、高層ビルやショッピングモールが集中する付近の土地は、フィリピンを代表する裕福層の「アヤラ一族」の所有である。
西にリトル東京、パシッグ川沿いに近年出来たロックウェル（日本で言えば六本木ヒルズのような、高級住宅と高級ショッピングモールの複合施設）があり、ヒル・プヤット通り(Gil Puyat Avenue)周辺にあるベル・エア(Bel-Air)やエドサ(EDSA)周辺にあるフォルブス・パーク(Forbes Park)などと共に高級住宅街の一角をなす。住宅街を覗くと大抵の家にプールが付き、一般的なフィリピンのイメージとは全く違う。この町に住むという事は「金持ち」を意味する。

## 対外関係

### 姉妹都市･提携都市
姉妹都市
- 台中市（中華民国 直轄市）
- ロサンゼルス（アメリカ合衆国 カリフォルニア州）
- ラマポ（アメリカ ニューヨーク州）
- クルージュ＝ナポカ（ルーマニア国 クルジュ県）

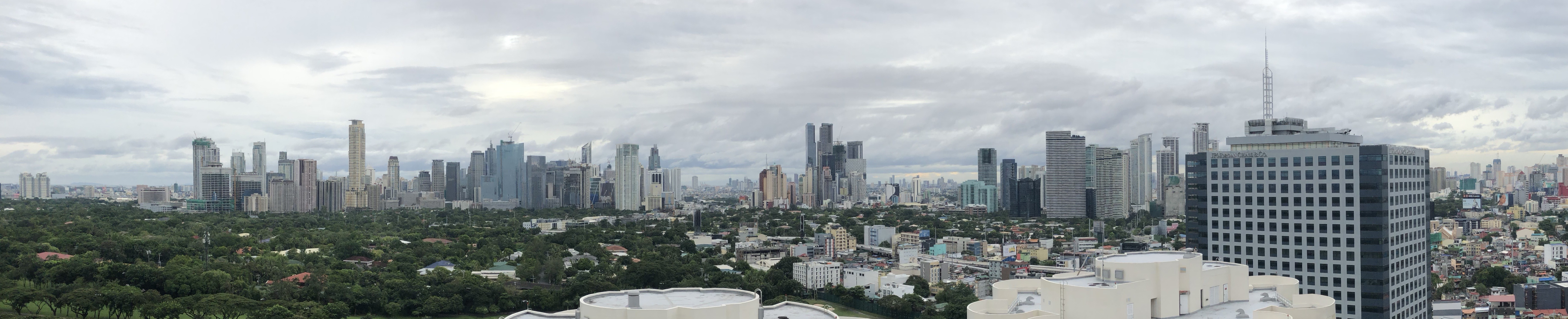
マカティ・スカイライン